# كليف ألدريدج
كليف ألدريدج هو سياسي أمريكي، ولد في 1 يوليو 1962. نشط حزبياً في الحزب الجمهوري. وقد انتخب عضو مجلس ولاية أوكلاهوما ‏.